# Aphis pentstemonicola
Aphis pentstemonicola är en insektsart som beskrevs av David D. Gillette och Palmer 1929. Aphis pentstemonicola ingår i släktet Aphis och familjen långrörsbladlöss. Inga underarter finns listade i Catalogue of Life.